# Sport in Magdeburg
Magdeburg ist eine für den Sport überregional bedeutsame Stadt mit bekannten Sportvereinen/-verbänden und Sportveranstaltungen. Historisch bedeutsam war der Beitrag des Magdeburger Turnlehrers Christian Georg Kohlrausch (1851–1934) zum Diskuswurf und zur Verbreitung des Fußballspiels.

## Sportstätten

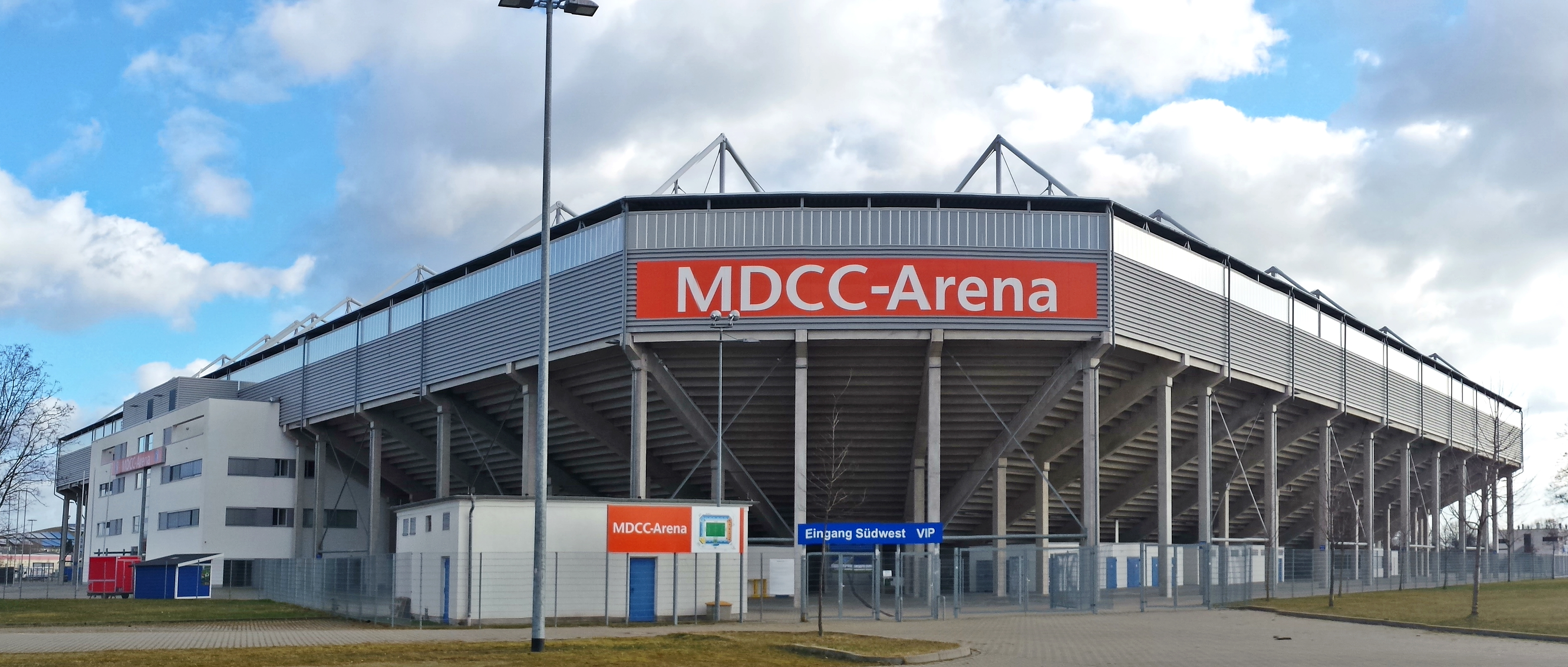
Die Avnet Arena

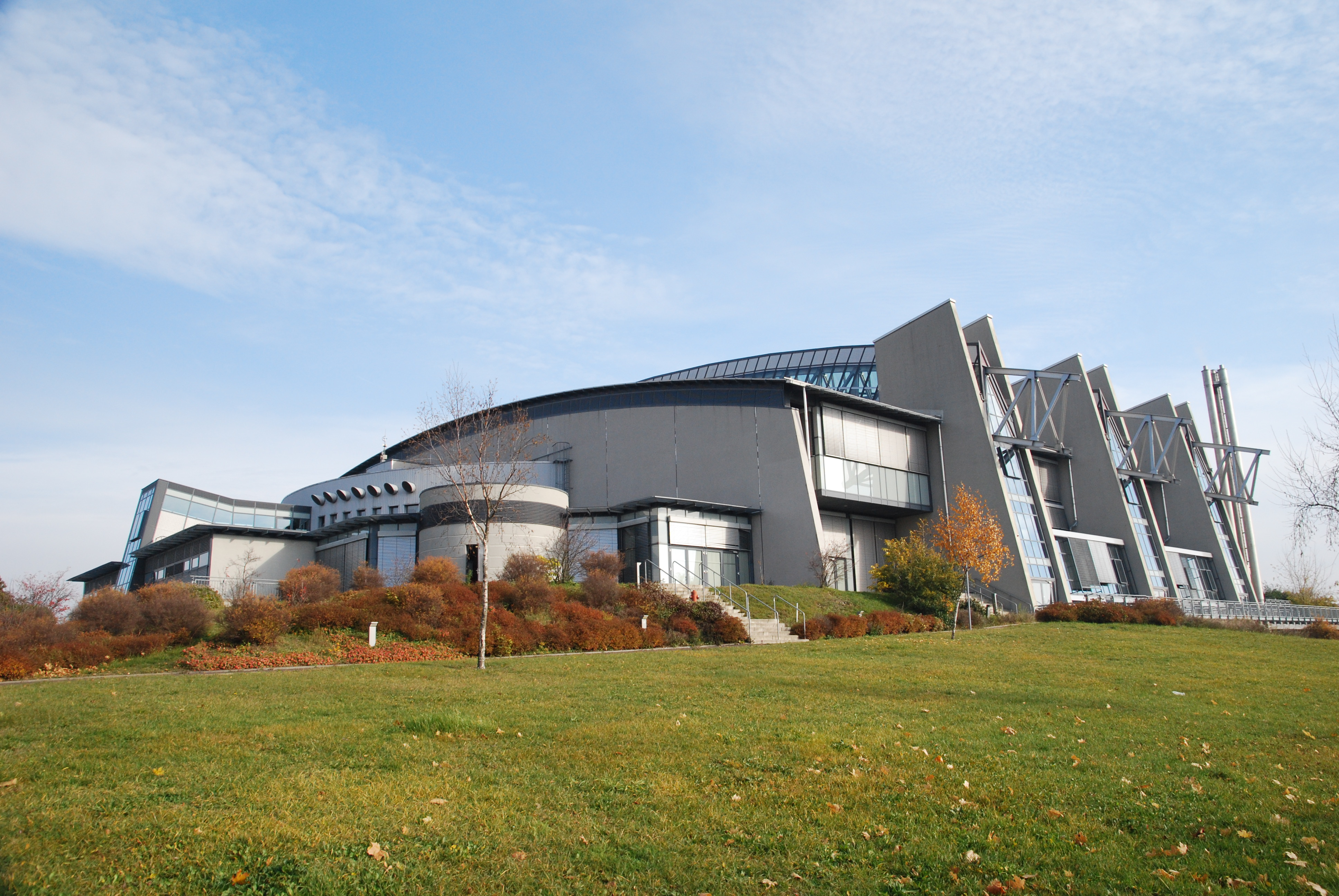
Die GETEC-Arena

In Magdeburg gibt es mehr als 160 Sportstätten verschiedenster Art. Darunter befinden sich neben 73 Sporthallen auch 24 Stadien und Sportplätze. Zu den Sportstätten gehören außerdem 8 Hallen- und Freibäder. Zu den bedeutendsten sportlichen Anlagen in Magdeburg gehören die Avnet Arena, die hauptsächlich für Fußballspiele des 1. FC Magdeburg genutzt wird, die GETEC-Arena für die Handball-Bundesligaspiele des SC Magdeburg und die Elbeschwimmhalle, in der die Bundesliga-Schwimmer des SC Magdeburg ihre Wettkämpfe und die Wasserballer der Wasserball-Union Magdeburg ihre Heimspiele austragen.
Weitere große und wichtige Sportstätten sind die Hermann-Gieseler-Halle, das Heinrich-Germer-Stadion, das Guts-Muths-Stadion, die Pferderennbahn Herrenkrugwiesen und der Sportkomplex Tonschacht mit internationalen Spielfeldmaßen für Baseballspiele.
Der Flugplatz Magdeburg bietet außerdem Platz für diverse Luftsportarten wie Fallschirmspringen und Segelfliegen.
Für die sportliche Ausbildung und Nachwuchsförderung bestehen neben den Bundesstützpunkten des Olympiastützpunktes Magdeburg auch das Sportgymnasium Magdeburg als eine von 41 Eliteschulen des Sports in Deutschland und die Sportsekundarschule "Hans Schellheimer". Beide ergeben in Kooperation mit dem 1. FC Magdeburg und dem Magdeburger FFC eine von 29 Eliteschulen des deutschen Fußballs.
Neben den großen und etablierten Sportarten gibt es in Magdeburg auch Sportstätten für kleinere Nischensportarten. Es gibt rund ein Dutzend Anlagen für Skateboarder und BMXer. Die größten Anlagen sind der 2013 errichtete, moderne Skatepark im Stadtpark Rotehorn und der Dirtpark M-Trails.
Im Werk 4, einem Projekt zur Wiederbelebung des Geländes des ehemaligen VEB Sauerstoff- und Acetylenwerks in Magdeburg-Buckau, sollen neben einer kleinen Skaterhalle vorwiegend Räume für Trial-Biker, Tänzer, Breakdancer, Akrobaten, Jongleure, Kampfsportler, Traceure (Parcours) und Künstler entstehen. Der größte Bereich soll jedoch der der Kletterer werden. Denn neben dem Großen Angerfelsen und einem Kletterpark mit 55 Elementen und 2 Seilbahnen im Elbauenpark existieren relativ wenig Kletterangebote in der Region. Im Werk 4 soll dann dauerhaft der größte Kletterpark Sachsen-Anhalts mit internationalen Wettkampfmaßen und verschiedenen Schwierigkeitsstufen entstehen. Außerdem soll auch ein Bereich zum Bouldern entstehen.
Die Stadt verfügt des Weiteren über Indoor- und Outdoor-Cross-Strecken, die Moto-Cross-Strecke Magdeburg und die SX Motocross-Halle Magdeburg. Der Rennring Magdeburg in Buckau ist eine 500 m lange Indoor-Go-Kart-Strecke, der größten Kartbahn Sachsen-Anhalts.

## Vereine

Logo des SC Magdeburg

In den über 170 regional, national aber auch international erfolgreichen Sportvereinen Magdeburgs sind etwa 32.000 Mitglieder organisiert. In den letzten 100 Jahren konnten mehr als 100 Sportler hervorgebracht werden, die bei Olympischen Spielen rund 90 Titel, bei Weltmeisterschaften rund 200 Titel und bei Europameisterschaften rund 120 Titel aller Art errungen. Dazu kommen zahlreiche Titelgewinne bei Vereinsmeisterschaften.
Zu den erfolgreichsten Sportvereinen zählt der SC Magdeburg mit seinen Abteilungen Handball, Kanurennsport, Leichtathletik, Rudern, Schwimmen, Turnen und Wasserball und ist mit über 2.200 Mitgliedern einer der größten Vereine Sachsen-Anhalts. 1965 ausgegliedert aus dem SC Magdeburg wurde die Abteilung Fußball, von da an bekannt als 1. FC Magdeburg. Der 1. FC Magdeburg zählt zu den erfolgreichsten Fußballmannschaften der DDR und ist mit über 12.000 Mitgliedern der mit Abstand größte Verein Sachsen-Anhalts und der drittgrößte Sportverein der neuen Bundesländer.

## Verbände
Neben den vielen im Stadtsportbund Magdeburg e.V. organisierten Vereinen bestehen in Magdeburg auch mehrere Landesfachverbände für verschiedene Sportarten.
- Fußballverband Sachsen-Anhalt e.V.
- Handball-Verband Sachsen-Anhalt e.V.
- Judo-Verband Sachsen-Anhalt e.V.
- Karateverband Sachsen-Anhalt e.V.
- Landes-Kanu-Verband Sachsen-Anhalt e.V.
- Landes-Seglerverband Sachsen-Anhalt e.V.
- Landesmotorsportfachverband Sachsen-Anhalt e.V.
- Landesverband Kegeln/Bowling Sachsen-Anhalt e.V.
- Landesverband Radsport Sachsen-Anhalt e.V.
- Landeswanderbund Sachsen-Anhalt e.V.
- Ruderverband Sachsen-Anhalt e.V.
- Tennisverband Sachsen-Anhalt e.V.

## Sportarten

### Badminton
Magdeburgs Badminton-Vereine wie der BSV Magdeburg oder die Abteilung Badminton des HSV Medizin sind eher in regionalen Ligen beheimatet. 1963 und 1975 fanden in Magdeburg die DDR-Meisterschaft im Badminton statt. 1974 war Magdeburg außerdem Austragungsort des Internationalen Werner-Seelenbinder-Gedenkturniers.

### Baseball
Im April 1994 wurden die Magdeburg Poor Pigs gegründet, eine Baseball- und Softball-Mannschaft. 2009 stiegen sie von der Länderliga Baseball in die Mitteldeutsche Liga Baseball (MDLB) auf. Nach dem Gewinn der Mitteldeutschen Meisterschaft 2015 spielten sie 2016 in der Regionalliga Nordost. Die Poor Pigs spielen im Stadtteil Westerhüsen auf dem Sportkomplex „Tonschacht“, der 2010 eröffnet wurde und internationalen Spielfeldmaßen entspricht.

### Basketball

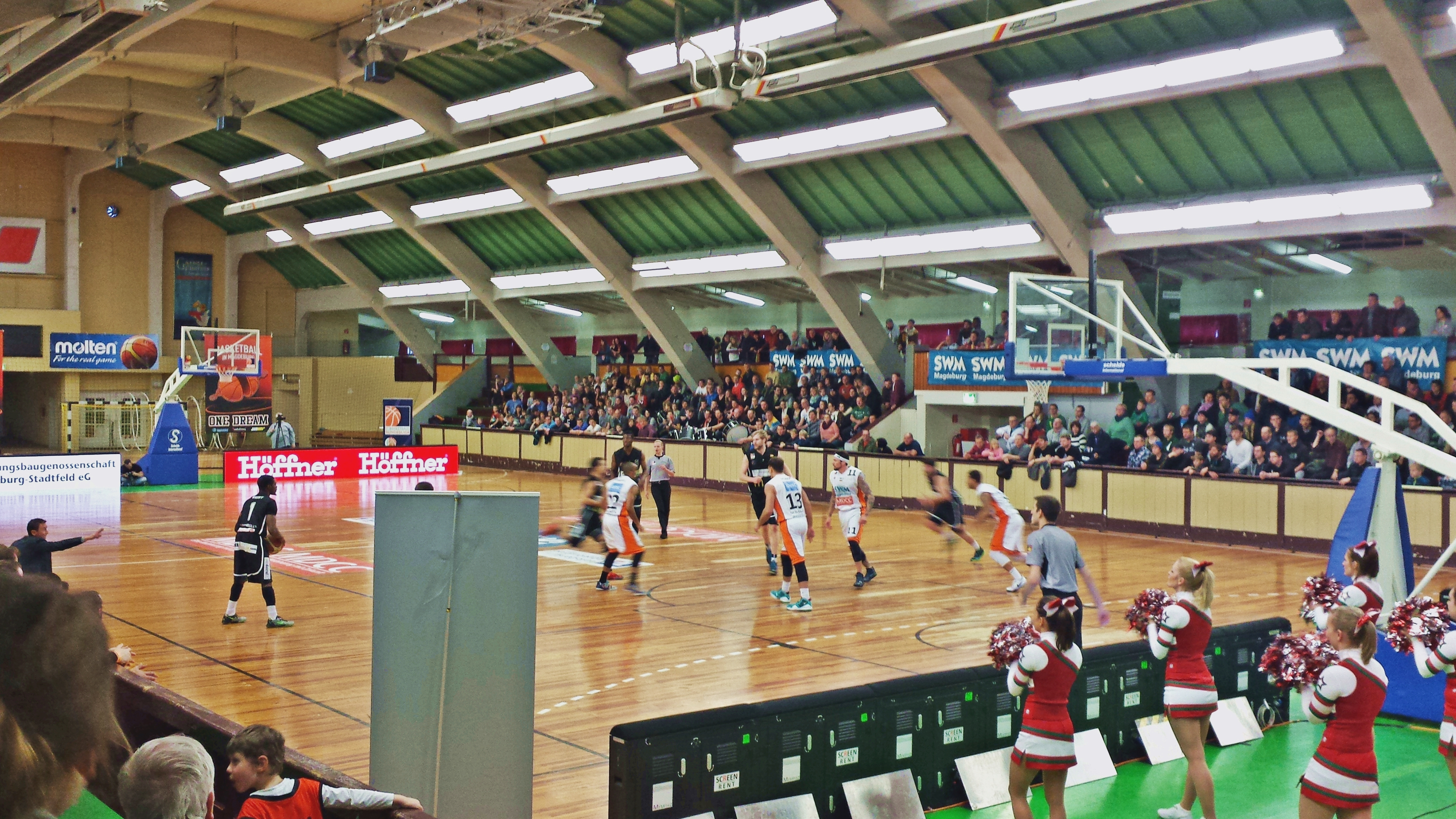
Die Otto-Baskets beim Heimspiel in der Hermann-Gieseler-Halle

An der technischen Hochschule wurde in den 1980ern bereits Basketball in der ersten DDR-Liga gespielt. 1988 und 1989 wurden die Basketballer sogar DDR-Meister.
Die 1. Herrenmannschaft des im Jahr 2002 gegründeten Basketballvereins BBC Magdeburg spielte bis zur Saison 2012/2013 in der Regionalliga Nord und gewann im Jahr 2013 den BVSA-Pokal (Basketballvereinigung Sachsen-Anhalt).
Mit der Zweitplatzierung in der Saison 2012/2013, der höchsten seit 2003, konnte aus sportlicher Sicht kein Aufstieg aus der 1. Regionalliga Nord geschaffen werden. Jedoch setzte sich der Verein für einen Aufstieg in die 2. Basketball-Bundesliga ProB und gleichzeitig ProA ein. Der Einzug in die Pro A konnte durch den wirtschaftlich begründeten Lizenzentzug des Düsseldorfer Basketballvereins Düsseldorf Baskets und einem erfolgreichen Wildcardverfahren geschaffen werden. Jedoch stieg der Verein in den beiden darauffolgenden Saisons wieder in die Regionalliga Nord ab.
Seit der Saison 2013/2014 nennt sich der BBC Magdeburg, als Teil der seit 2010 propagierten Aktion „Ottostadt Magdeburg“, selber „Otto Baskets“. Dadurch soll die Verbundenheit des Vereins mit der Stadt gestärkt und dessen Bekanntheitsgrad weiter gesteigert werden.
Des Weiteren bietet die Landeshauptstadt Magdeburg seinen Basketballbegeisterten auch zahlreiche Freiplätze zum Spielen.
Ab der Saison 2025/26 ziehen die  SBB Baskets Wolmirstedt nach Magdeburg um, wodurch es bei dem ProA Team wieder Zweitligabasketball in Magdeburg zu sehen gibt.

### Billard
Der 1950 gegründete 1. Billardclub Magdeburg spielt derzeit in der 1. Bundesliga im Dreiband-Karambolage. Bekannter Spieler des BC Magdeburg ist der Weltranglistensechste Niederländer Dick Jaspers mit seinen drei Weltmeister- und vier Europameistertiteln. Er hält außerdem den Rekord des höchsten Generaldurchschnitt in der 1. Bundesliga. Der BC Magdeburg ist deutschlandweit der einzige Billardverein mit einem eigenen Mannschaftsbus.
1938 fanden die Deutschen Dreiband-Meisterschaften in Magdeburg statt.

### Boxen
Magdeburg besitzt seit 2000 Ostdeutschlands einzigen Profi-Boxstall, SES Sport. Er ist der drittgrößte deutsche Boxpromotor und arbeitet eng mit Universum/Spotlight zusammen. Im März 2015 feierte er sein 15-jähriges Jubiläum und präsentierte seine 100. Profiboxveranstaltung. Im Team sind fünf amtierende Weltmeister unter den 15 aktiven Boxern. Betreut werden sie von fünf Trainern. Zu den bekanntesten Boxern zählen Christina Hammer, Ramona Kühne, Robert Stieglitz und Robin Krasniqi. Austragungsort der meist auch im Fernsehen übertragenen Boxkämpfe ist die GETEC-Arena.
Des Weiteren besteht der Verein Punching-Magdeburg, der bereits 1922 gegründet wurde. Bereits drei Tage nach Bestehen des Vereins wurde einer der Boxer Meister im Mittelgewicht und wurde somit der erste Titelhalter des Vereins. 1947 aufgelöst, wurde der Verein 55 Jahre später mit originalem Logo und originalen Vereinsfarben wieder ins Leben gerufen.
Im Amateurboxen wurde der 1. BC Magdeburg in den Jahren 1999 und 2000 deutscher Meister.

### Floorball
Die Floorball Tigers Magdeburg spielen seit dem Aufstieg 2010 in der 2. Floorball-Bundesliga. Der 1999 gegründete Unihockey-Verein hat über 100 Mitglieder mit vorwiegend jungen Spielern und trägt die Heimspiele in der Sporthalle des Werner-von-Siemens-Gymnasiums aus. Neben der ersten Mannschaft existieren vier Jugendmannschaften.

### Flugsport
Am Flugplatz Magdeburg finden einige Luftsportarten statt, darunter zum Beispiel Fallschirmspringen und Segelfliegen. Der Flugplatz ist Sitz des Vereins FSV Magdeburg, des Segelfliegerklub Magdeburg und des Traditionsfliegerclub Magdeburg.

### Football
Die American-Football-Spieler des „Magdeburger Sportvereins ’90“, die Virgin Guards, spielten bis 2011 in der German Football League 2. Durch den Weggang und der Beendigung der Laufbahn einiger Spieler entschied man sich für einen Neuanfang in der Regionalliga Ost ab der Saison 2012/2013. Spielstätte ist das Heinrich-Germer-Stadion, welches knapp 5000 Zuschauerplätze hat. 2011 wurde in Magdeburg das Endspiel der German Football League, der German Bowl, in der MDCC-Arena ausgetragen.

### Fußball

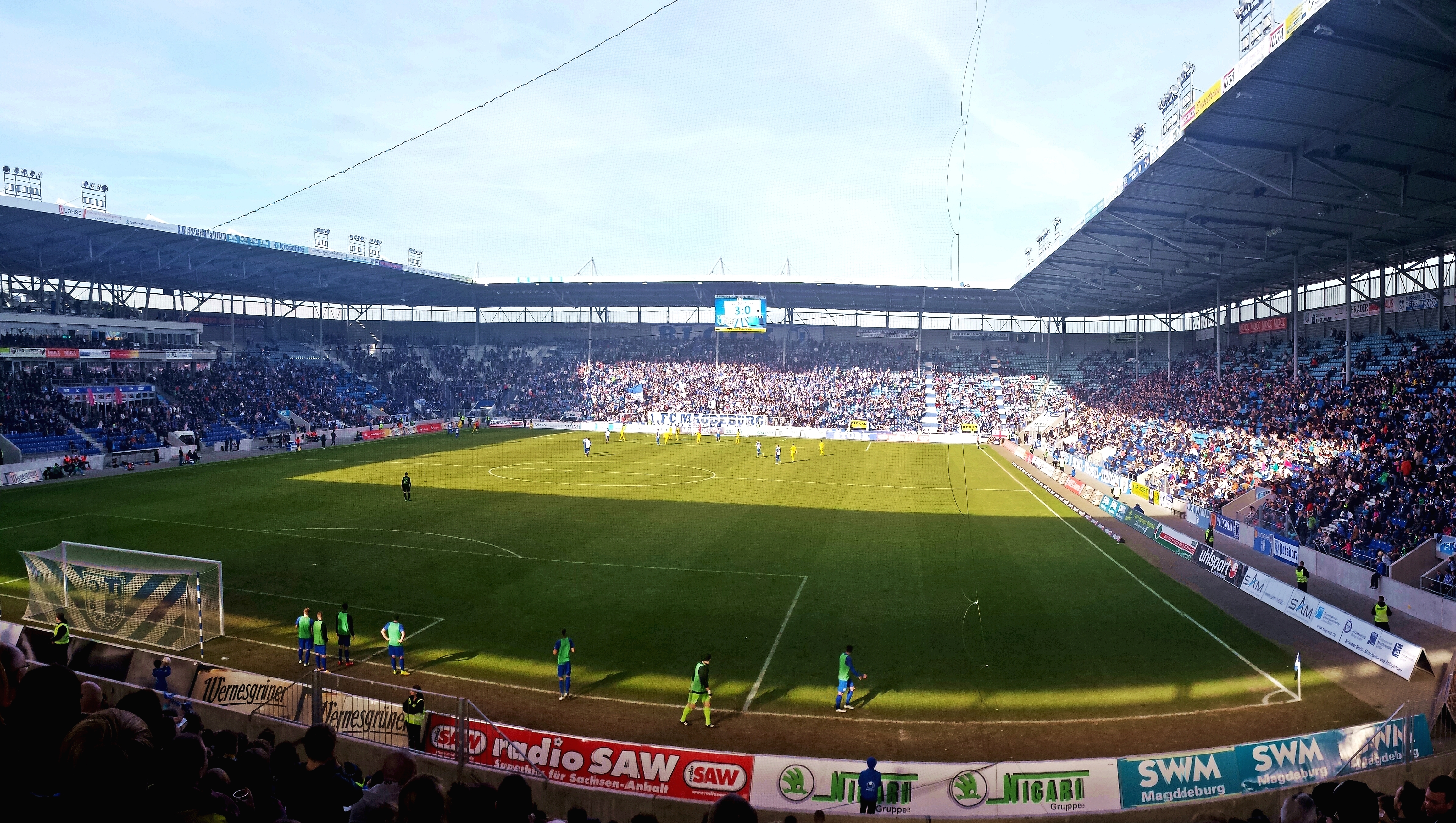
Innenansicht der MDCC-Arena bei einem Heimspiel des FC Magdeburg gegen den VFC Plauen

Die Fußballtradition in Magdeburg geht bereits zurück auf die 1880er Jahre. Der bekannteste Verein, der 1. FC Magdeburg, spielt in der Saison 2024/25 in der 2. Fußball-Bundesliga. Spielstätte ist die Avnet Arena mit Platz für 30.098 Zuschauer. Die zweite Mannschaft des 1. FC Magdeburg spielt derzeit in der NOFV-Oberliga Süd. Zu DDR-Zeiten spielte der Verein in der höchsten Spielklasse des DDR-Fußballs, der DDR-Oberliga, wo er dreimal den Meistertitel holte. Außerdem gewann der 1. FC Magdeburg siebenmal den nationalen Pokal (FDGB-Pokal), 1974 wurde der Club als einzige Mannschaft der Deutschen Demokratischen Republik Europapokalsieger (Europapokal der Pokalsieger) und ist somit der international erfolgreichste Club der DDR. Der 1. FCM ist mit 13 Siegen auch gleichzeitig Rekordpokalsieger in Sachsen-Anhalt (Stand 2022). Außerdem wurden bereits sechs Finalspiele des Sachsen-Anhalt-Pokal in Magdeburg ausgetragen. Darüber hinaus fand in Magdeburg das Finale um die deutsche Fußballmeisterschaft 1914 statt. Weiterhin wurden in Magdeburg zwei FDGB-Pokal-Finals, ein Länderspiel der deutschen Fußballnationalmannschaft, acht Länderspiele der DDR-Nationalmannschaft sowie das Finale der U-17-Fußball-Europameisterschaft 2009 ausgetragen.
Schon zu DDR-Zeiten wurde in der Hermann-Gieseler-Halle ein wichtiges Hallen-Fußballturnier für den Bezirk Magdeburg ausgetragen. Seit 2001 existiert dieses Turnier wieder unter dem Namen Kroschke-Cup. Teilnehmende Mannschaften kommen vorwiegend aus der Region rund um Magdeburg, aber auch die Amateure des VfL Wolfsburg, FC Schalke 04 und Eintracht Braunschweig waren bereits zu Gast. Ein weiteres renommiertes Hallenfußballturnier ist das Matthias-Pape-Gedächtnisturnier für C-Junioren. Neben dem 1. FC Magdeburg und zwei Qualifikanten aus Magdeburg treten auch viele C-Jugendmannschaften von Bundesligavereinen an.
Von 2009 bis 2015 wurde der DFB-Hallenpokal der Frauen in der Magdeburger GETEC-Arena ausgetragen. Die FIFA beschloss, dass ab 2016 alle offiziellen Hallenwettbewerbe nach FIFA-Futsalregeln gespielt werden müssen. Die zwölf Bundesligisten haben dies abgelehnt, weswegen der Hallenpokal 2015 das letzte Mal in Magdeburg stattfand.
Der Magdeburger FFC, ein Frauenfußballverein, stieg 2014 aus der 2. Bundesliga Nord ab und spielt derzeit in der Regionalliga Nordost. Insgesamt existieren 44 Fußballvereine mit über 7.000 Mitgliedern in Magdeburg. Darunter befinden sich zum Beispiel Fortuna Magdeburg, Magdeburger SV 90 Preussen, MSV Börde, TuS 1860 Magdeburg-Neustadt, Post SV Magdeburg oder der ESV Lok Magdeburg, welche in den unteren Ligen wie der Verbands- oder Landesliga spielen.

### Handball

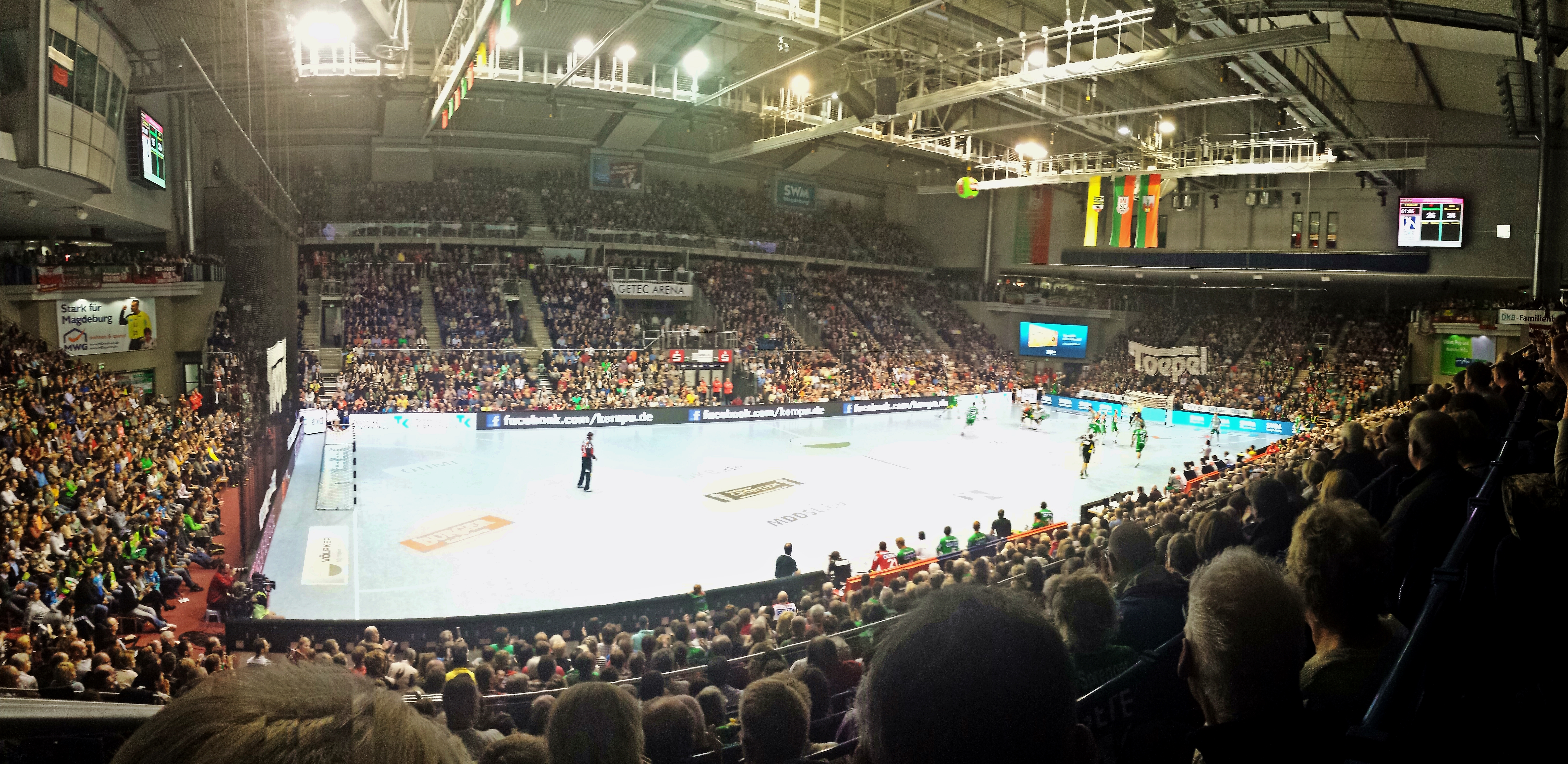
Heimspiel des SC Magdeburg gegen die TSV Hannover-Burgdorf in der GETEC-Arena

Die Abteilung Handball des SC Magdeburg spielt zurzeit in der Handball-Bundesliga, der höchsten Spielklasse im deutschen Handball, und gilt als einer der erfolgreichsten deutschen Handballvereine. Er war der erste deutsche Verein, der 2002 die Champions League des Handballs gewinnen konnte. Andere Erfolge sind zehn DDR-Meistertitel, acht Europapokalsiege, sechs nationale Pokalsiege, drei Mal die Klub-WM und der Gewinn der Deutschen Meisterschaften 2001, 2022 und 2024. Heimatspielstätte ist die GETEC Arena, die rund 7000 Zuschauer fasst. Sie war schon mehrmals Austragungsort für Handball-Länderspiele.
Magdeburg war bereits viermal einer der Austragungsorte der Weltmeisterschaft der Männer, bei der Weltmeisterschaft 1958, Weltmeisterschaft 1974, der Weltmeisterschaft 2007 sowie bei der Feldhandball-Weltmeisterschaft der Männer 1938. 1994 war Magdeburg außerdem Spielort der Handball-Europameisterschaft der Frauen.
Die zweite Mannschaft, genannt SCM Youngsters, trägt ihre Drittliga-Spiele in der Wolfgang-Lakenmacher-Halle aus.
Die Frauen des SC Magdeburg wurden einmal DDR_Meister. Die Frauen des BSV 93 Magdeburg spielen in der Mitteldeutschen Oberliga und sind somit aktuell die höchstklassige Frauenmannschaft aus Magdeburg. Insgesamt gibt es über ein Dutzend Handball-Vereine in Magdeburg.

### Kampfkunst und Kampfsport
In Magdeburg werden an mehreren Schulen verschiedene Kampfkunst und -sportarten wie Kickboxen, Jiu Jitsu, Karate, Taekwondo, Judo, Muay Thai oder auch Mixed Martial Arts gelehrt. Zu den größten Schulen der Region gehören die 39'er Kampfkunstschule Magdeburg und der La Onda - Fightclub, die neben den etablierten Kampfsportarten auch kleinere Sparten wie Eskrima, Taijiquan oder BJJ bedienen. Zu den Trainern und aktiven Kämpfern gehören auch mehrere Deutsche, Europa- und Weltmeister in den verschiedenen Sportarten. Außerdem werden in Magdeburg regelmäßig verschiedene Wettkämpfe ausgetragen.

### Kanu
Die Kanuten des SC Magdeburg sind aktuell die international erfolgreichste Abteilung des Vereins, da sie zahlreiche Weltmeister und olympische Medaillengewinner hervorbrachten. 1960 sorgte Günter Perleberg für das erste olympische Gold, 1974 holte der Magdeburger Verein in Mexiko WM-Gold. Insgesamt konnten bisher über 15 olympische Medaillen gewonnen werden. Weitere bekannte Kanuten des Vereins sind Olympiasieger Björn Bach, Bernd Duvigneau, Andreas Ihle oder Mark Zabel.
Jährlich trägt der SC Magdeburg den Kanu-Sprint-Cup aus, bei dem neben nationalen auch internationale Kanugrößen antreten.
Neben dem Kanu-Rennsport existieren in der Landeshauptstadt auch erfolgreiche Vereine für den Kanuslalom, Kanu-Drachenbootsport und das Kanuwandern.

### Leichtathletik
Die Abteilung Leichtathletik des SC Magdeburg existiert seit 1958 und hat seitdem vier Gold-, drei Silber- und zwei Bronzemedaillen bei Olympischen Spielen und zwei Gold-, fünf Silber- und fünf Bronzemedaillen bei Weltmeisterschaften errungen.
Aushängeschild der Leichtathletik beim SC Magdeburg war jahrelang die 400-Meter-Läuferin Grit Breuer. Auch bekannte Leichtathleten waren Nils Schumann, Raymond Hecht, Dagmar Käsling und Klaus Lobach. Athleten der Spitzenklasse sind die Olympiazweite Nadine Kleinert, Raymond Hecht, der den deutschen Rekord im Speerwurf mit 92,60 m hält, Ruwen Faller, Fabian Heinemann oder Janin Lindenberg.
In den letzten Jahren haben sich in Magdeburg mehrere Laufsportveranstaltungen etabliert. Sachsen-Anhalts größte Laufveranstaltung, der Magdeburg-Marathon, findet seit 2004 jährlich statt und führt quer durch die Stadt. Wählen kann man zwischen der 42 km langen Marathon-Strecke, der Halbmarathonstrecke, der 13 km langen Strecke oder der Mini-Marathonstrecke. Start und Ziel ist immer die Messe Magdeburg.
Weitere Laufveranstaltungen sind die Magdeburger Firmenstaffel, der Magdeburger Nachtlauf, der Hopfengartenlauf oder der Uni-Hochhauslauf.

### Pferderennen
Pferderennen haben in Magdeburg eine lange Tradition. Auf der Pferderennbahn Herrenkrugwiesen finden schon seit 1838 regelmäßig Veranstaltungen mit Pferderennen statt. Jedes Jahr organisiert der Magdeburger Renn-Verein e.V. von 1906 mindestens 4 Rennen mit knapp 5.000 Besuchern pro Renntag.

### Radsport
Magdeburg war bereits elfmal Etappenort der Internationalen Friedensfahrt und 1999 sogar Zielort dieses Etappenrennens. Außerdem wird Magdeburg Zielort der Schlussetappe der Deutschland Tour 2025, womit die Stadt zum 3. mal nach 1927 und 1931 Etappenort der Deutschland Tour wird. Täve Schur, geboren in Heyrothsberge bei Magdeburg, war zunächst Mitglied beim SG Grün-Rot Magdeburg, später dann beim Magdeburger SV Börde 1949. Er war einer der erfolgreichsten Radsportler der DDR. Als erster Deutscher gewann er 1955 die Friedensfahrt und 1958 die Straßen-Weltmeisterschaft der Amateure.
1935 wurde das Rundstreckenrennen Rund um den Magdeburger Dom ins Leben gerufen. Durch die Teilnahme von Täve Schur im Jahre 1959 wurde diese Veranstaltung zu einem Großereignis mit über 50.000 Besuchern. Nach der Wende wurde das Rennen 2006, 2007 und 2012 wiederholt.
Der Abteilung Radsport des Magdeburger SV '90 gehörten mehrere erfolgreiche Radfahrer an, die in zahlreichen nationalen Rennen Erfolge feierten. Weitere Radsportvereine aus Magdeburg sind der Radsportverein "Börde" Magdeburg und der Postsportverein Magdeburg von 1926, wobei der Postsportverein sich auf den Radballsport konzentriert und Mannschaften in der Oberliga, der Verbandsliga und der Landesliga hat.

### Rudern
Die Abteilung der Ruderer ist die jüngste des SC Magdeburg. Bisher gewann sie insgesamt acht Gold- und drei Bronzemedaillen. Das erste olympische Gold holte Wolfgang Güldenpfennig. Magdeburgs Ruderer sind fest in der Weltspitze etabliert, darunter sind Sportler wie Peter Kersten, Martin Winter, die zweifachen Olympiasieger Wilhelm Ulrich, Harald Jährling, Georg Spohr oder die Olympiasiegerin und Weltmeisterin Manuela Lutze. Seit 1990 wird jährlich der Ruderwettkampf Städteachter Magdeburg - Halle ausgetragen.

### Schach
In Magdeburg gibt es 7 Schachvereine. Die Schachzwerge Magdeburg sind ein Ausbildungsverein und der zweitgrößte Schachverein Deutschlands. Zu den erfolgreichsten Schachvereinen gehören der USC Magdeburg, welcher in den 90ern mehrere Jahre in der 1. Bundesliga angehörte sowie der SC Aufbau Elbe Magdeburg, welcher aktuell im jährlichen Wechsel Oberliga bzw. 2. Bundesliga spielt. 1927 fanden die deutschen Meisterschaften im Schach in Magdeburg statt. Aktuell finden sehr häufig verschiedene Meisterschaften in Magdeburg statt, wie die deutsche Seniorenmeisterschaft, die deutsche Jugendmeisterschaft oder die deutsche Amateurmeisterschaft. Von 2019 bis 2022 fand jährlich der 2019 neu eingeführte Deutsche Schachgipfel in Magdeburg statt. Hier wurden alle deutschen Meisterschaften (Masters, DM, Schnellschach, Blitz, Amateure, Senioren, Pokal jeweils auch der Frauen) in einem Großereignis gemeinsam ausgetragen.

### Schwimmen

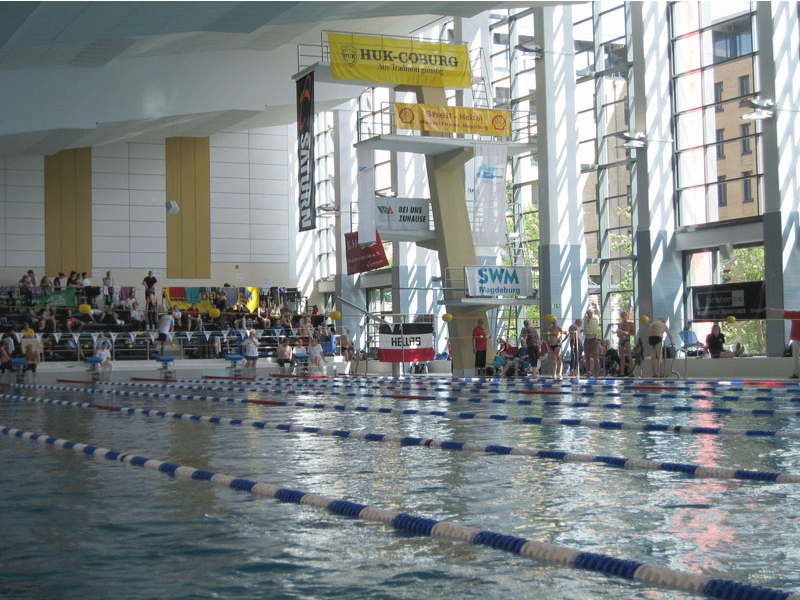
Die Elbeschwimmhalle ist unter anderem Bundesleistungszentrum für Schwimmen.

Der MSC von 1896 war ehemals ein erfolgreicher Schwimmverein, weswegen sich Magdeburg zur Hochburg des deutschen Schwimmsports entwickelte. Zu erwähnen wären Oskar Schiele, der mit über 700 Siegen der erfolgreichste Schwimmer in Magdeburgs Geschichte war, oder Wilhelm Lützow. Heute befinden sich im Verein nur noch Altersschwimmer und deren Angehörige, aktive Schwimmer befinden sich in den Vereinen SC Magdeburg und SC Hellas Magdeburg.
Der SC Magdeburg gehört zu den traditionsreichsten Schwimmsportabteilungen in Deutschland und ist mit über 700 Mitgliedern die größte Abteilung des Vereins. Je ein Team der Herren und Damen befinden sich in der 1. Bundesliga Schwimmen. Trainingsstätte ist die Elbeschwimmhalle, bekannteste Schwimmer des Vereins sind die Weltmeisterin Antje Buschschulte, Christina Werner, Leif-Marten Krüger oder die Olympiasieger Dagmar Hase, Kathleen Nord, Florian Wellbrock und Lukas Märtens. Bekannte Sportler des SC Hellas Magdeburg sind der Weltrekordler Erich Rademacher, Gustav Frölich oder Otto Cordes. Zwischen 1930 und 1942 galt der Verein sogar als der erfolgreichste deutsche Schwimmverein. Neben dem Bundesleistungszentrum für Schwimmen mit Sitz in der Elbeschwimmhalle sind in Magdeburg drei weitere Landesleistungsstützpunkte in den Schwimmhallen in Nord, Olvenstedt und Diesdorf vertreten.
1934 wurden die 4. Schwimmeuropameisterschaften in Magdeburg mit 17 Nationen und über 300 Athleten ausgetragen. Sie fand in der eigens errichteten Europakampfbahn statt. Daneben fanden auch die DDR-Meisterschaften im Schwimmen 1980, 1984 und 1989 in Magdeburg statt.

### Tischtennis
In Magdeburg gibt es über 20 Tischtennis-Vereine, welche aber eher in regionalen Ligen tätig sind. Trotzdem war die Magdeburger GETEC-Arena bereits dreimal Austragungsort der German Open mit national und international erfolgreichen Tischtennisprofis. Sie sind eines von nur fünf sogenannten Super Series Turnieren der ITTF mit der höchsten Wertigkeit. Außerdem war Magdeburg 2011 Austragungsort des World Team Cup, bis 2012 der weltweit zweitwichtigste Mannschaftswettbewerb nach der Team-WM.
Insbesondere Anfang der 50er Jahre gingen mehrere DDR-Meistertitel nach Magdeburg. Viermal in der Mannschaftsmeisterschaft der Frauen für je zweimal Aufbau Börde und die BSG West. Ferner konnte Astrid Horn fünf Titel im Einzel sowie Doppel erringen.
2025 stieg der TTC Börde in die Regionalliga auf.

### Volleyball
Magdeburgs erfolgreichster Volleyballverein ist der USC Magdeburg, welcher bereits 1995/1996 in der 2. Bundesliga spielte. In der Saison 2015/2016 treten sie nach 3 Aufstiegen hintereinander wieder in der 2. Bundesliga an. Ansonsten gibt es mehr als ein Dutzend weiterer Volleyball-Vereine in Magdeburg.

### Wasserball
Wasserball hat in Magdeburg eine lange Tradition. Bereits im ersten Jahrzehnt des 20. Jahrhunderts war Magdeburg eine Hochburg des Wasserballs, unter anderem auch durch den „Magdeburg Schwimmclub von 1896“. Der SC Hellas Magdeburg ist mit 8 deutschen Meistertiteln die Mannschaft mit den drittmeisten Meistertiteln in Deutschland.
Spätere Erfolge in der DDR durch den SG Dynamo Magdeburg mit 18 Wasserball-Meister-Siegen und acht Wasserball-Pokalsiegen, bisher in beiden Fällen Rekordtitelträger, zeigen die Bedeutung der Sportart in der Stadt. Weiterhin wurden der SC Aufbau und die BSG Aufbau Börde je 4-mal DDR-Meister. Die Wasserball-Union Magdeburg spielten bis zum Abstieg 2013 in der Wasserball-Bundesliga (DWL). Wettkämpfe finden in der Dynamo-Schwimmhalle statt.
1934 fand die Wasserball-Europameisterschaft in Magdeburg statt.

## Olympia

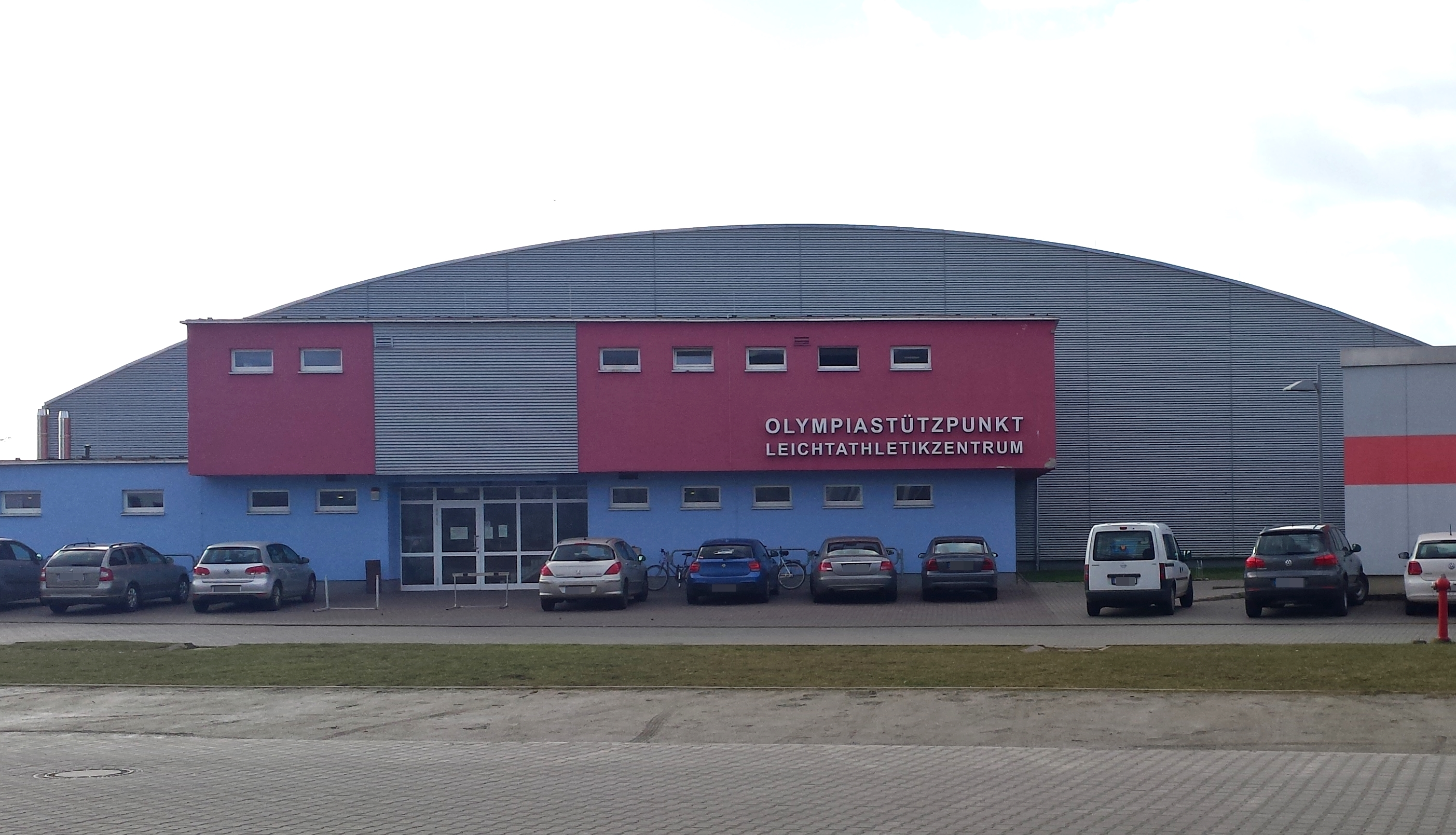
Olympiazentrum Leichtathletik

### Olympiastützpunkt
Magdeburg ist Sitz eines Olympiastützpunktes, welche die Bundesstützpunkte für den Kanurennsport, Leichtathletik und Rudern koordiniert.

### Olympia in Magdeburg
2014 hat sich Magdeburg für die Special Olympics National Games (SONG) 2016 beworben. Jedoch wurde Hannover als Austragungsort für die bundesweit größte Sportveranstaltung für Menschen mit geistiger Behinderung ausgewählt. Wichtiger Grund dafür war eine weitere Großveranstaltung im Sommer 2016 in der Region Magdeburg, die mit den Special Olympics aufeinandertreffen würde und somit nicht ausreichend Hotelbetten für Gäste und Sportler zur Verfügung stehen würden. Jedoch gibt es Überlegungen sich für die Special Olympics National Games 2018 zu bewerben.

## Sportlerehrungen
Jährlich werden in Magdeburg mit einem Festakt in der Johanniskirche Sportlerinnen und Sportler gewürdigt und ausgezeichnet, die im Vorjahr bei nationalen und internationalen Meisterschaften erfolgreich waren. Bei dieser Veranstaltung werden neben Sportlern auch Trainer, Übungsleiter und Funktionäre geehrt, die durch ihre Verdienste im Sport das Ansehen Magdeburgs befördert haben.
Eine Besonderheit bildet der 2007 geschaffene Sports Walk of Fame im Breiten Weg und ist somit der erste seiner Art in Deutschland.
Ziel war es die erfolgreichsten Sportler und Vereine Magdeburgs durch eine im Boden eingelassene Platte zu gedenken und ehren. Aus über 150 eingesendeten Vorschlägen legte eine Jury eine Auswahl von 32 Finalisten fest. Mit Hilfe einer öffentlichen Wahl wurden dann die 10 bedeutendsten Sportler und Vereine Magdeburgs gewählt, welche dann im Boden verewigt wurden. Der Walk of Fame soll außerdem durch neue sportliche Erfolge erweitert werden. Zu den bisher geehrten Sportlern zählen unter anderem Täve Schur, Georg Spohr, Mark Zabel, Antje Buschschulte oder Stefan Kretzschmar und zu den geehrten Vereinen gehören der 1. FC Magdeburg und der SC Magdeburg (Handball).
Daneben existieren weitere Sportlerehrungen zum Beispiel durch den Stadtsportbund Magdeburg e.V. oder intern durch die einzelnen Sportvereine.